# Il senso di ogni cosa
Il senso di ogni cosa è un singolo del cantautore italiano Fabrizio Moro, pubblicato il 22 maggio 2009 come unico estratto dal primo EP Barabba.

## Descrizione
Come affermato dal cantautore, il brano è una dedica rivolta al proprio figlio, nato nell'agosto dello stesso anno. La canzone è stata presentata dal vivo durante il Coca Cola Live @ MTV - The Summer Song.

## Classifiche
| Classifica (2009) | Posizione massima |
| ----------------- | ----------------- |
| Italia            | 46                |

## Versione del 2020
Il 22 maggio 2020 è stata pubblicata una nuova versione del brano, accompagnata dal relativo video musicale.

### Tracce
1. Il senso di ogni cosa (2020 Version) – 3:43